# Wassili Wassiljewitsch Wereschtschagin

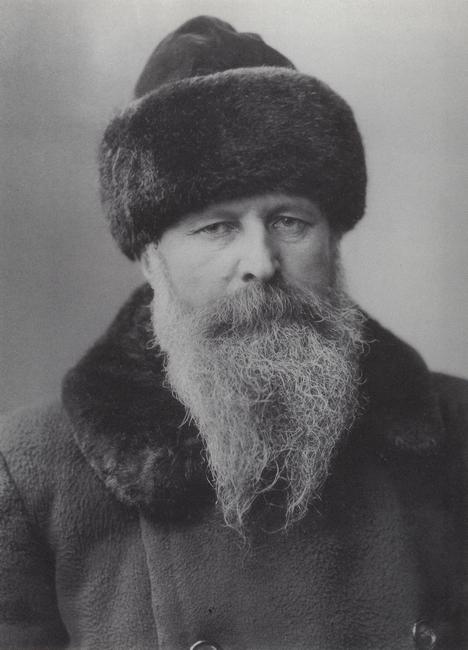
W. W. Wereschtschagin

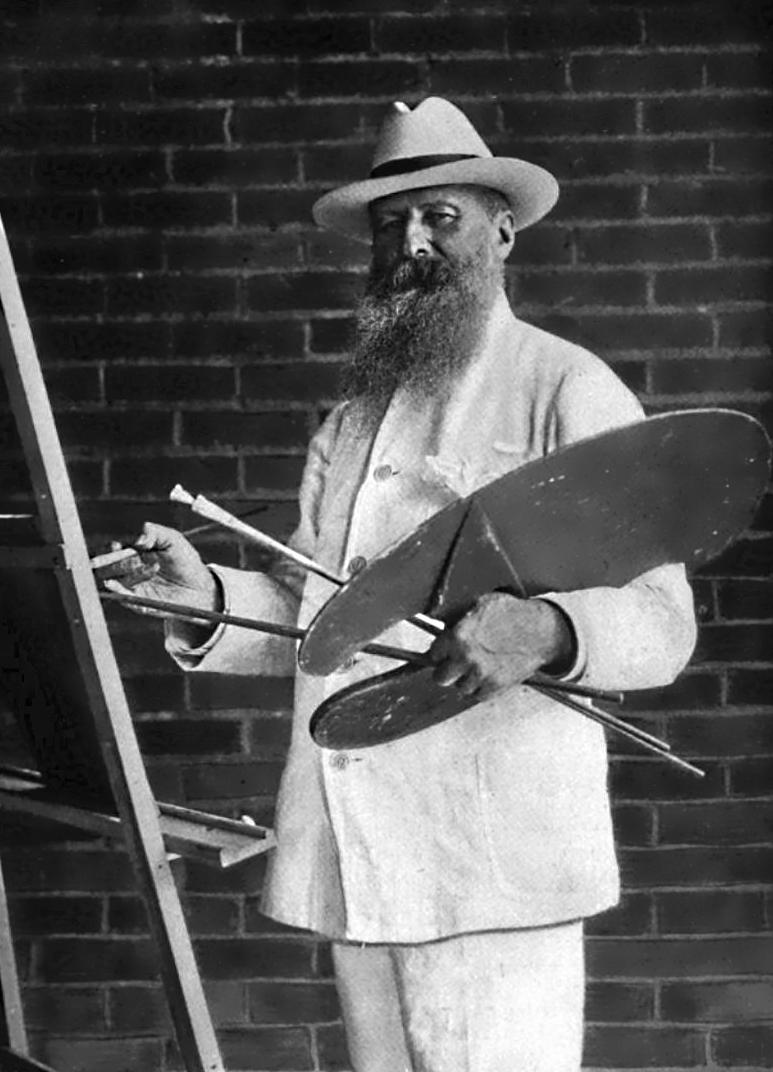
Foto Wereschtschagins aus dem Jahr 1902

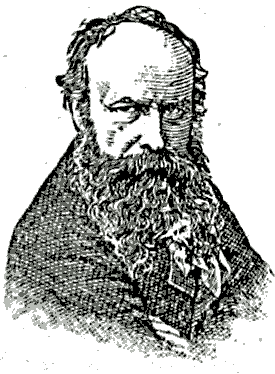
Zeitgenössischer Stich

Wassili Wassiljewitsch Wereschtschagin (russisch Василий Васильевич Верещагин, wiss. Transliteration Vasilij Vasil'evič Vereščagin; * 14.jul. / 26. Oktober 1842greg. in Tscherepowez, Gouvernement Nowgorod; † 31. Märzjul. / 13. April 1904greg. vor Port Arthur, beim Untergang des Linienschiffs Petropawlowsk) war ein bekannter russischer Kriegsmaler.

## Leben
Wereschtschagin wurde in der Familie des örtlichen Adelsmarschalls geboren. Im Alter von 8 Jahren sandten ihn seine Eltern in eine Militärschule. Ab 1853 wurde er dann im Sankt Petersburger Marinekadettenkorps ausgebildet. 1859 wurde er Offizier und studierte anschließend von 1860 bis 1863 an der Petersburger Kunstakademie, die er schließlich vorzeitig verließ, da er das Unterrichtssystem der Akademie ablehnte. Nach einem längeren Aufenthalt in Tiflis und nach Reisen durch Frankreich und die Pyrenäen lebte er für ein Jahr in Paris, wo er sein Studium an der renommierten École nationale supérieure des beaux-arts de Paris unter Jean-Léon Gérôme fortsetzte. Als Maler wurde er hier ein Zögling der französischen Schule. Sicherheit und Feinheit der Zeichnung sowie Schärfe der Modellierung verband er mit einem glänzenden, saftigen Kolorit.
1867 schloss er sich der Expedition von General Kaufmann ins Generalgouvernement Turkestan an. 1870 ließ sich Wereschtschagin im Atelier des Münchener Künstlers Theodor Horschelt nieder und führte seine mitgebrachten Studien und Skizzen zu Gemälden aus, welche weniger Szenen des Kriegs als interessante Architekturen der bucharischen Städte und Genrebilder aus dem Volksleben behandelten. 1874 unternahm er eine längere Reise nach Indien.
Wereschtschagin war später Augenzeuge der russischen Eroberung Mittelasiens und des Russisch-Türkischen Krieges 1877/78. Er wohnte unter anderem der Schlacht am Schipkapass bei. Diese verlustreichen Kämpfe übten großen Einfluss auf seine Weltsicht aus. Die Schrecken dieses Kriegs ergriffen ihn, so dass er beschloss, durch eine malerische Schilderung der Gräuel eine pazifistische Weltsicht zu propagieren. So finden sich in seinen Werken oft Schlachtfelder mit Toten und Verwundeten, Plünderungen, Verbandplätze, ausgestorbene Lazarette, vom Schnee begrabene Soldaten oder verstümmelte Leichen.
Von 1881 bis 1882 unternahm er eine Rundreise nach Wien, Berlin und in andere Städte. 1884 unternahm er eine zweite Reise nach Indien und besuchte danach Syrien und die heiligen Stätten in Palästina, deren Studium ihn zu einer Reihe von Bildern aus dem Leben Christi in naturalistisch-ethnographischer Auffassung mit starker Betonung der Landschaft veranlassten. Später bereiste er Russland und die Länder Osteuropas. Von dort ging es 1902 weiter in die Vereinigten Staaten. Des Weiteren reiste er über Kuba und die Philippinen nach Japan, wo er sich ab 1903 aufhielt und die japanische Kultur und Geschichte kennenlernte. Nach Beginn des Russisch-Japanischen Krieges brach Wereschtschagin sofort nach Port Arthur auf.
Zuletzt befand er sich an Bord des Flaggschiffs Petropawlowsk von Admiral Makarow. Das Schiff sank am 13. April 1904 im Gelben Meer, innerhalb von zwei Minuten, nachdem es auf eine Mine gefahren und die Munitionskammer explodiert war. Wereschtschagin und der Admiral gehörten nicht zu den wenigen Überlebenden. Wereschtschagins letzte Arbeit, ein Bild eines Kriegsrates unter dem Vorsitz des Admirals, wurde nahezu unbeschädigt aus dem Wasser geborgen.

## Ehrungen
Die Siedlung Wosnessenskaja (Вознесенская) wurde 1915 zu seinen Ehren in Wereschtschagino umbenannt, da Wereschtschagin 1904 auf dem Weg zu den Schauplätzen des Russisch-Japanischen Krieges im Ort einen Zwischenstopp eingelegt hatte.
Ebenso trägt der 1978 von Ljudmyla Schurawlowa entdeckte Kleinplanet (3410) Vereshchagin seinen Namen.
Das Kunstmuseum der ukrainischen Stadt Mykolajiw ist nach ihm benannt.

## Werke
Seine Gemälde entstanden nach Skizzen, die er direkt in den Schlachten oder auf seinen Reisen anfertigte.
Ein Beispiel für seine Arbeitsweise ist das Gemälde Sturm des San Juan-Hügels, einer Schlacht des Spanisch-Amerikanischen Krieges im Jahre 1898. Wereschtschagin traf im Jahre 1902 den damaligen Präsidenten Theodore Roosevelt, der den Angriff seiner Rough Riders befehligt hatte und besuchte anschließend den Schlachtenort auf Kuba, um Geländestudien zu machen. Das Gemälde hängt seit 1913 im Restaurant des kalifornischen Hotels Mission Inn.
In seiner demokratischen Grundeinstellung stand Wereschtschagin der Künstlergruppe der Peredwischniki nahe; in seinem Stil entwickelte er die russische Kriegsmalerei von der bis dahin eher romanisch-heroischen Darstellung hin zu breiter angelegten philosophischen Betrachtungen des Kriegsgeschehens.
Bekannt sind seine thematischen Gemäldezyklen, so etwa Turkestanskaja (1871–74), Balkanskaja (1877–78 und 1880 ff.) sowie der 1892–96 entstandene Zyklus zum Vaterländischen Krieg. Aus diesem stammen zum Beispiel das Gemälde Napoleon bei Borodino, welches eine Szene aus der Schlacht von Borodino darstellt, sowie drei Gemälde zum Brand von Moskau.
Ein weiteres Gemälde des Künstlers zeigt die Auferstehung Christi und befindet sich im Altarraum der russisch-orthodoxen Kirche der Heiligen Alexandra in Bad Ems. Wereschtschagin fertigte das Bild während eines Kuraufenthaltes als Geschenk für die Gemeinde an.
Sein in den Jahren 1871 bis 1872 entstandenes Bild Apotheose des Kriegs zeigt eine Pyramide menschlicher Schädel in einer verwüsteten Landschaft, das Bild bezieht sich auf die mongolische Kriegführung unter Tamerlan. Wereschtschagin widmete das Bild „allen großen Eroberern: den vergangenen, den gegenwärtigen und den zukünftigen“. Der isländische Künstler Erró zitierte das von Wereschtschagin geschaffene Motiv über 100 Jahre später für sein Bild Good-bye Vietnam.

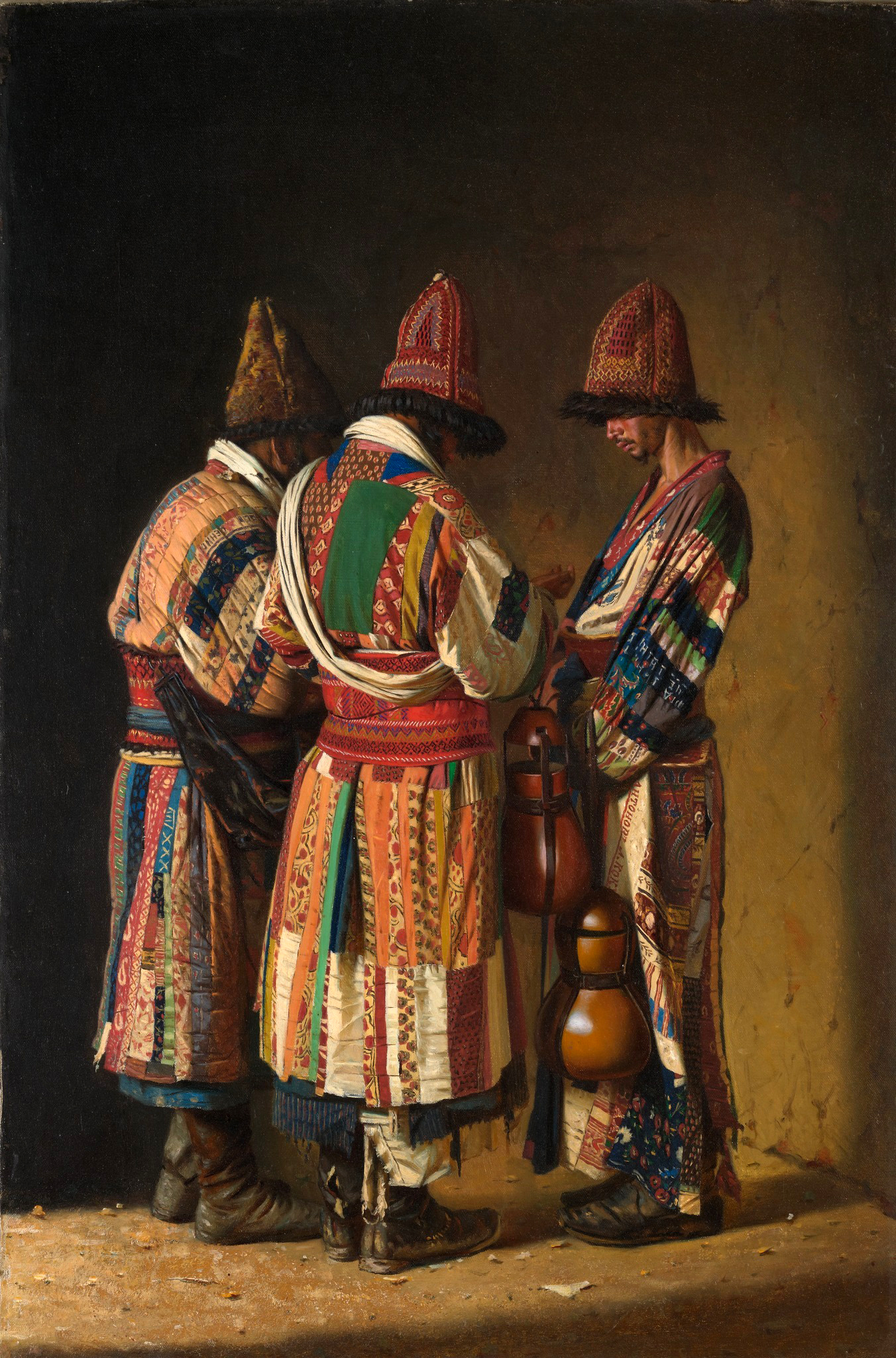
Derwische im Festtagsschmuck (1870)
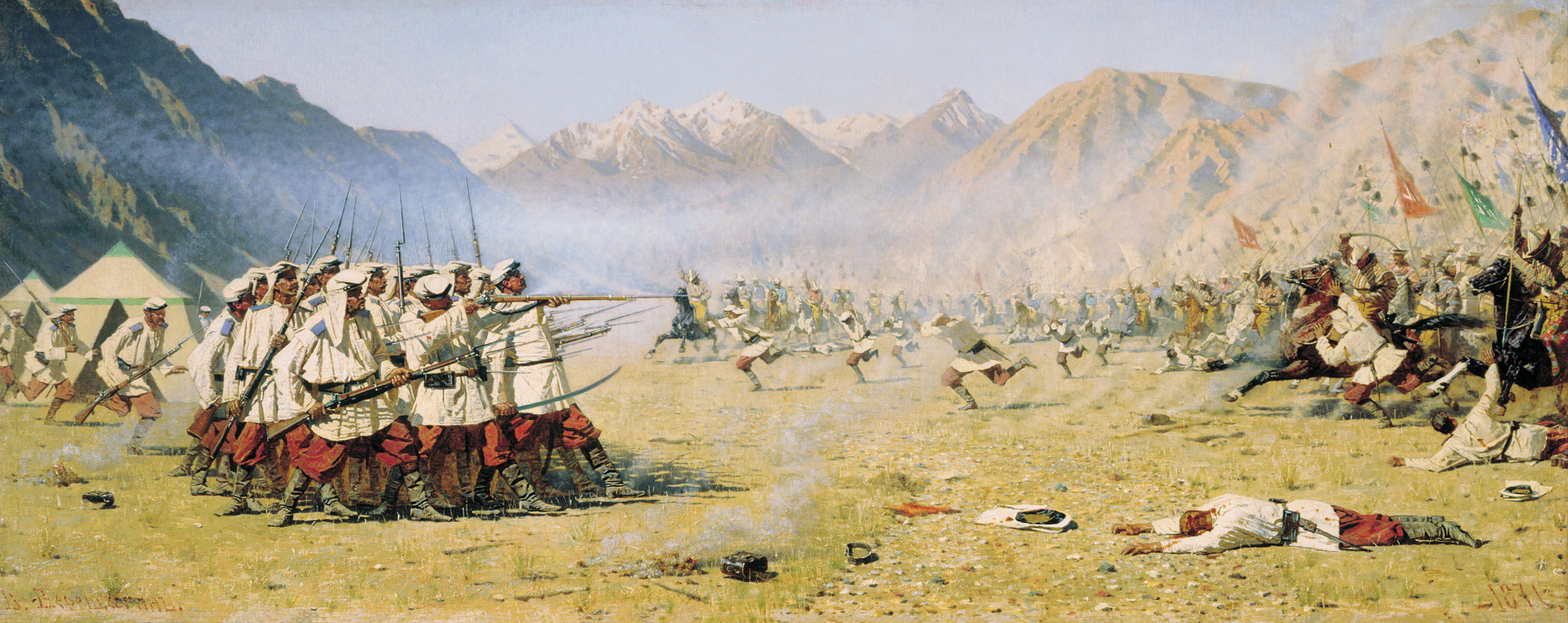
Plötzlicher Angriff, Turkestan-Zyklus (1871)
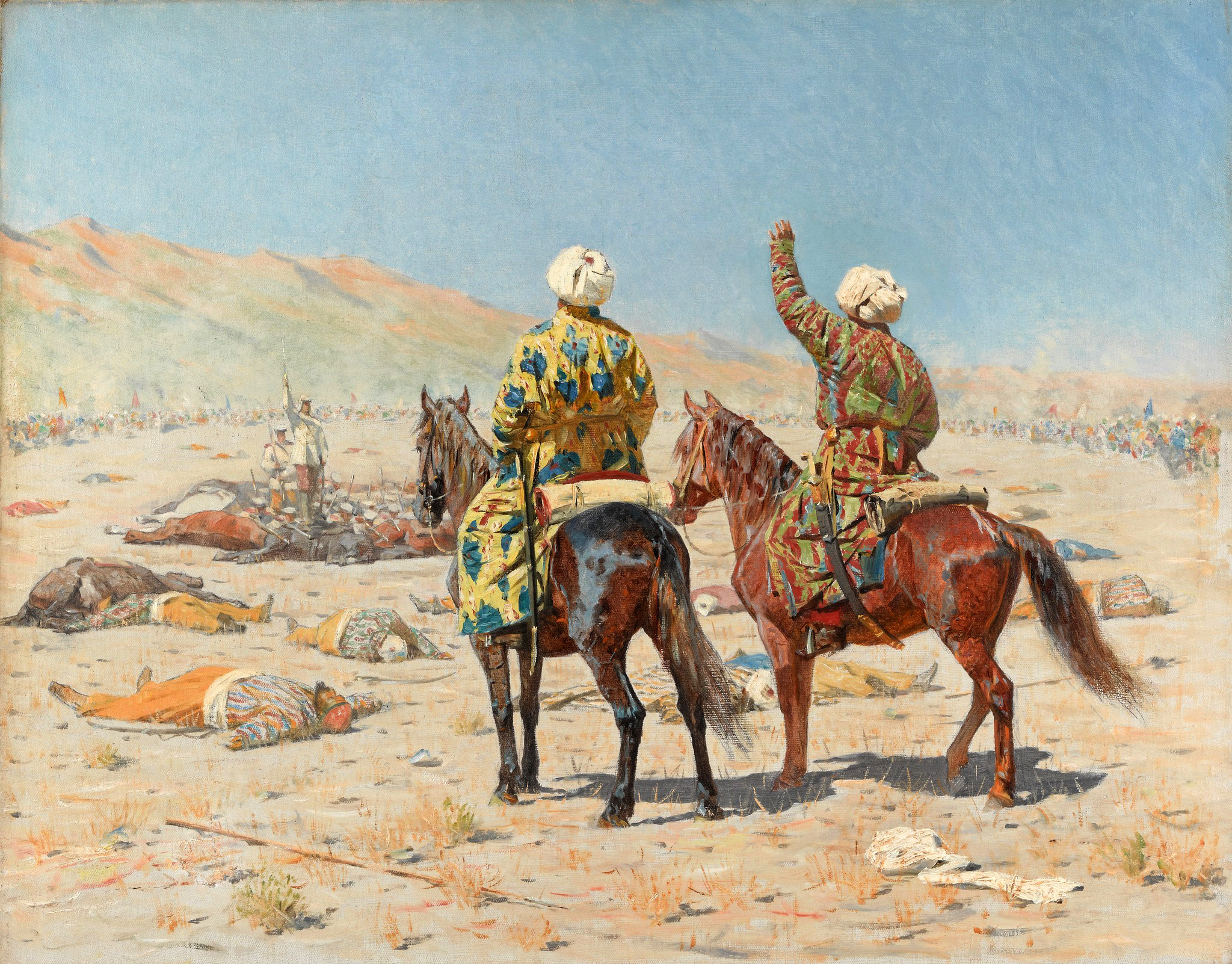
Über den Krieg, Turkestan-Zyklus (1873)
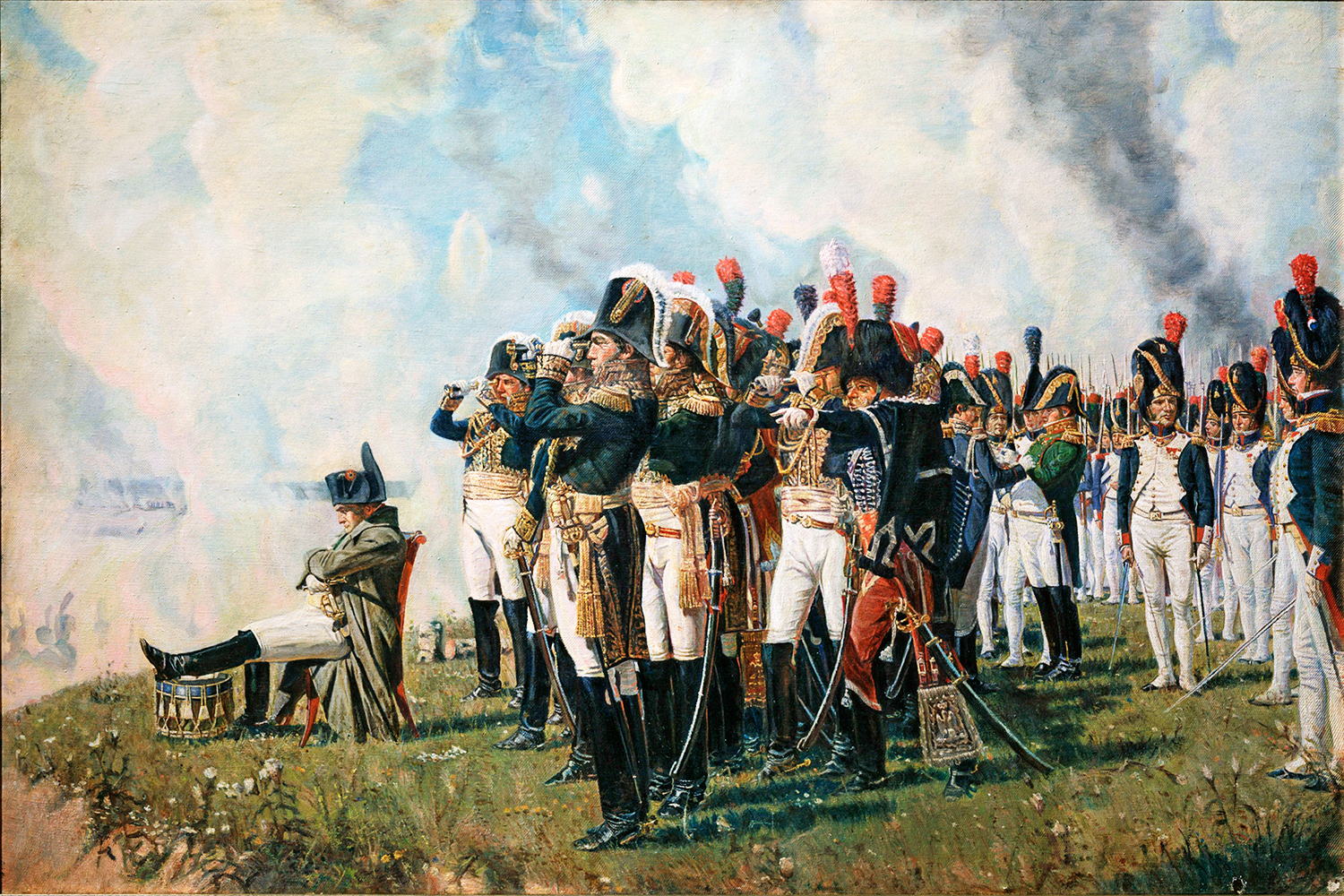
Napoleon bei Borodino (1897)
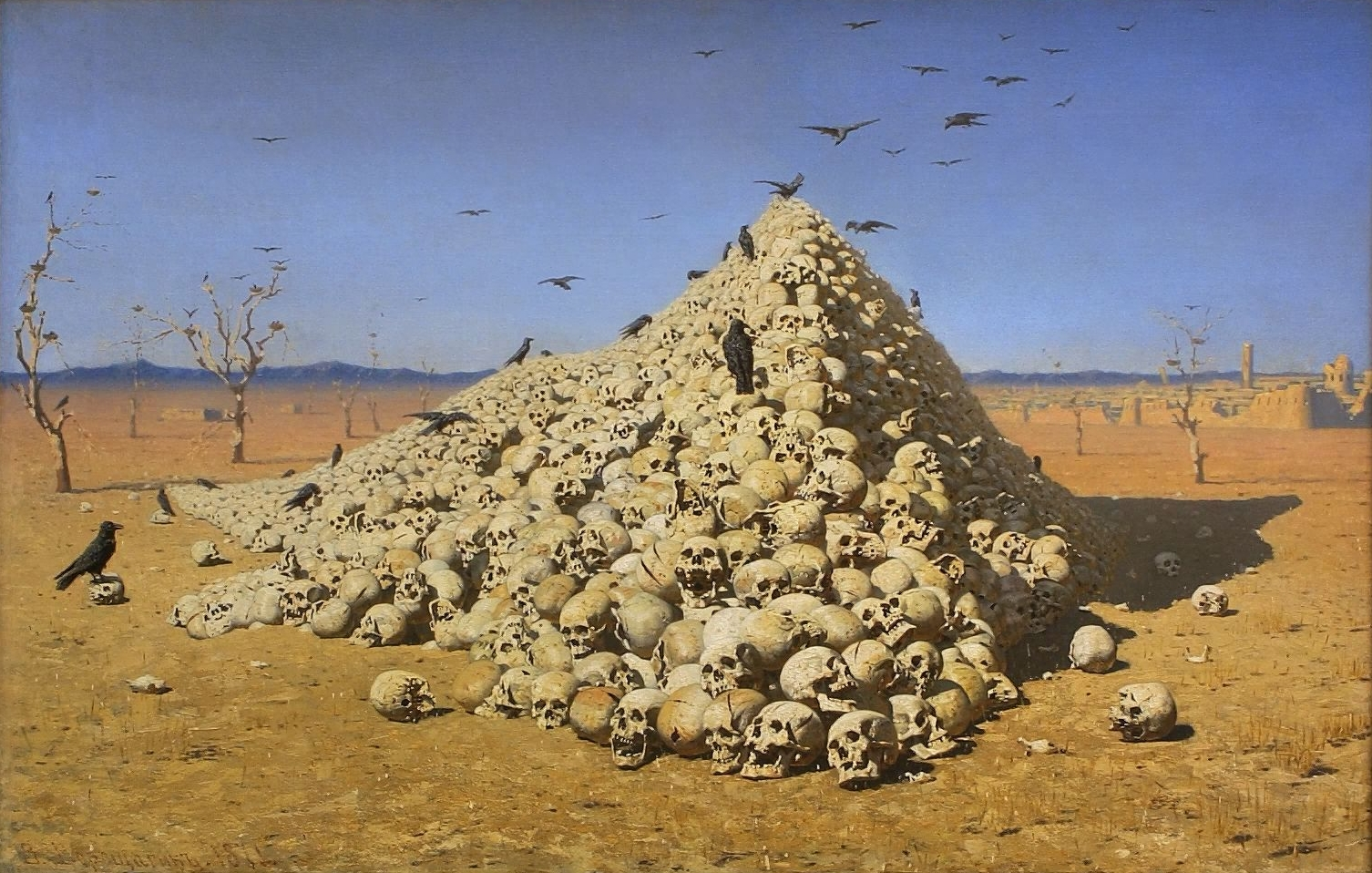
Das Gemälde Die Apotheose des Kriegs von 1871 wird in der Tretjakow-Galerie Moskaus ausgestellt.
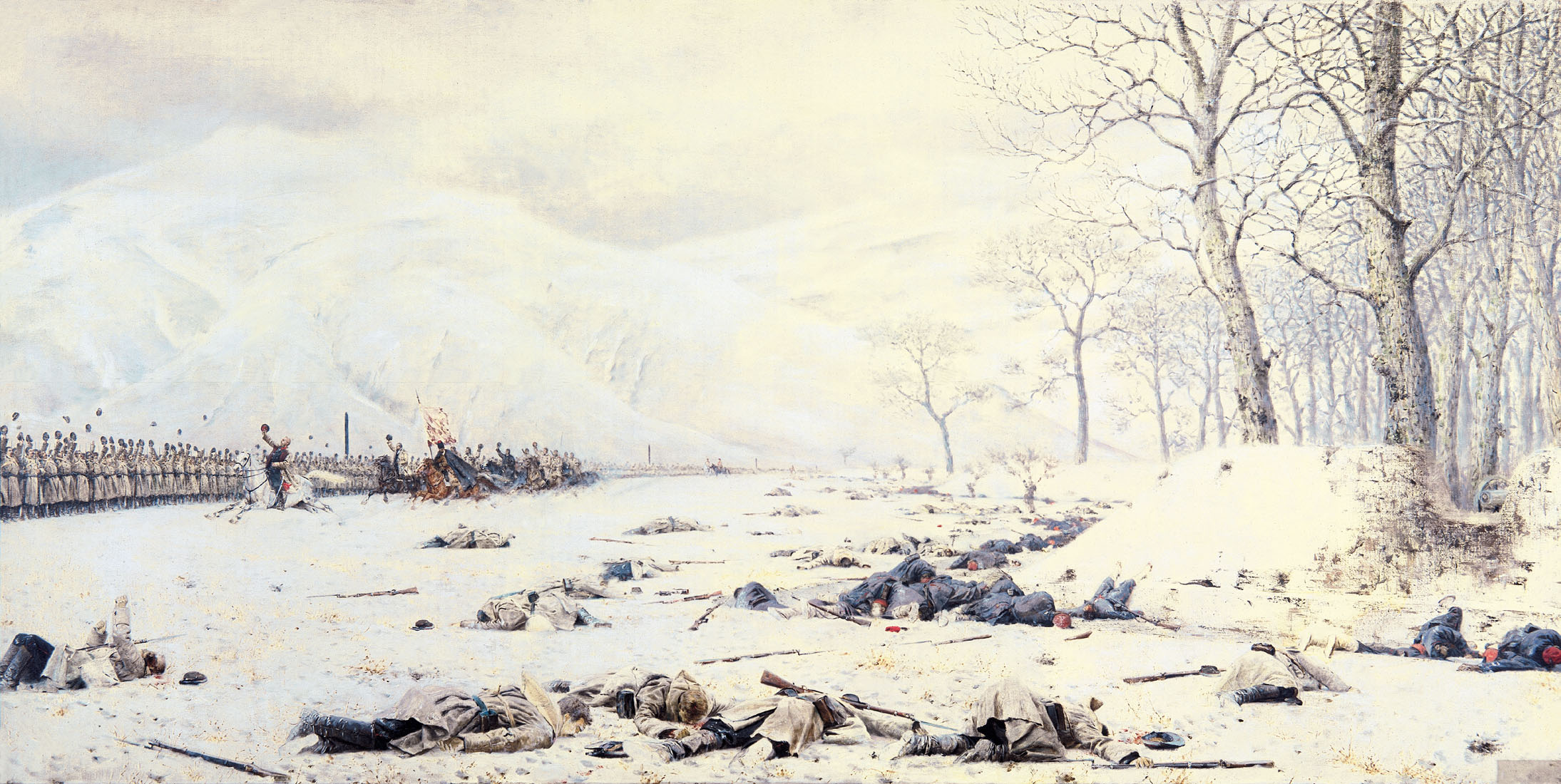
Schlachtfeld nahe Schipka
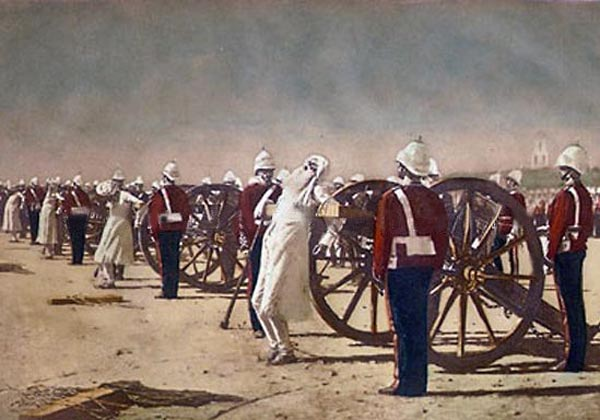
Hinrichtung von Sepoys (1857)

## Veröffentlichungen
Wereschtschagin war auch als Schriftsteller tätig und gab unter anderem folgende Werke heraus:
- „Reiseskizzen aus Indien.“ (deutsch: Leipzig 1882 u. 1885, 2 Bde.)
- „Skizzen und Erinnerungen.“ (deutsch von Kretschmann: das. 1885)
- „In der Heimat und im Kriege. Erinnerungen u. Skizzen eines russischen Edelmanns, 1853–81“ (deutsch: Berlin 1886)
- „Meine Kindheit. Erinnerungen“. In: Deutsche Revue. 13. Jg. (1888) Breslau
  - 2. Band, S. 281–291 (Digitalisat)
  - 3. Band, S. 22–28 (Digitalisat)